# Joc d'estirar la corda als Jocs Olímpics d'estiu de 1912
Als Jocs Olímpics de 1912 celebrats a la ciutat d'Estocolm es disputà una única competició del joc d'estirar la corda en categoria masculina el 8 de juliol de 1912.

## Nacions participants
Hi participaren 16 competidors, 8 per a cada equip nacional, en representació de dues nacions: Suècia i el Regne Unit. Els competidors d'Àustria, Bohèmia i Luxemburg, també classificats per als Jocs, no es presentaren a la competició.

## Resum de medalles

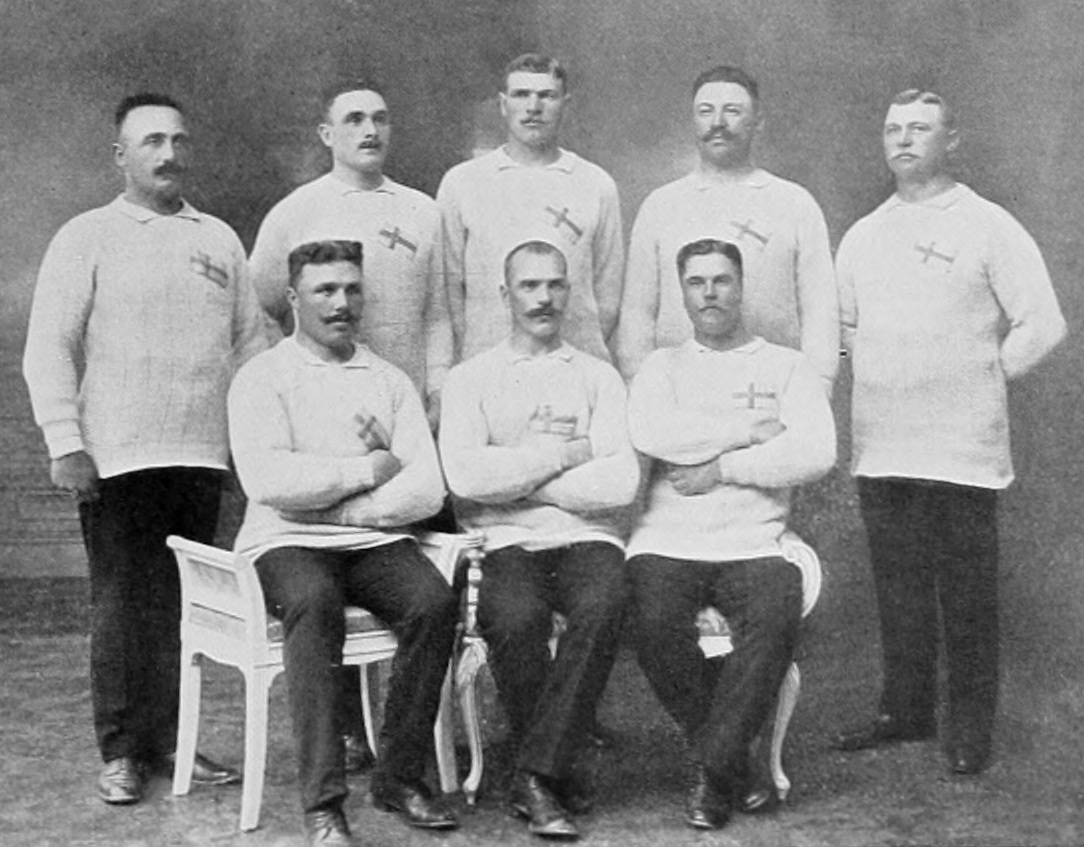
L'equip suec, vencedor de la competició.

| Prova            | Or | Argent | Bronze        |
| Estira i alfuixa | Suècia · Policia d'EstocolmArvid Andersson · Adolf Bergman · Johan Edman · Erik Algot Fredriksson · Carl Jonsson · Erik Larsson · August Gustafsson · Herbert Lindström | Regne Unit · Policia de LondresAlexander Munro · John Sewell · John James Shepherd · Joseph Dowler · Edwin Mills · Frederick Humphreys · Mathias Hynes · Walter Chaffe | no es concedí |

## Medaller
| Posició | País       | Or | Argent | Bronze | Total |
| 1       | Suècia     | 1  | 0      | 0      | 1     |
| 1       | Regne Unit | 0  | 1      | 0      | 1     |